# دار بنغون للنشر
 كتب بِنْغُوِن هي دار نشر بريطانية. وقد تأسست في عام 1935 من قبل السير ألين لين والإخوة ألين، ريتشارد وجون، على الرغم من أن ألين كان شخصية بارزة في الشركة. توفي جون في الخدمة في عام 1942 وريتشارد باع نصيبه في وقت لاحق إلى ألين قبل أن تغدو الشركة متاحة للتملك للعامة في عام 1961 رئيس بدلي (ناشر) كخط الناشرين، لتصبح مجرد شركة منفصلة في العام التالي. بنجوين أحدثت ثورة في النشر في 1930 من خلال كتاب ذى غلاف ورقي رخيص، التي تباع عن طريق ولوورثس وغيرها من المتاجر الراقية في الشارع بثمن نصف شلن. وقد ثبت نجاح بنجوين بتواجد جمهور كبير بهوى وجود الكتب الخطيرة بثمن متواضع. كان بنجوين أيضا ذي تأثير كبير على النقاش العام في بريطانيا، من خلال الكتب المختصة بالمواضيع السياسية، ومواضيع الفنون والعلوم.
كتب بنغوين هي الآن طبعة تعرف في جميع أنحاء العالم، تتبع بنجوين راندوم هاوس، وهو تكتل ناشئ الذي تشكل في عام 2013 من خلال اندماج الناشرين الاثنين. سابقا، مجموعة بنجوين كانت مملوكة بالكامل من قبل بيرسون $1أي إل سي، الإعلامية العالمية التي تمتلك أيضا  فاينانشال تايمز , ولكنها الآن لا تحتفظ سوى بعقد أقلية حوالى من 47٪ من الأسهم ضد صاحب راندوم هاوس برتلسمان الذي يسيطر على حصة الأغلبية. وهي واحدة من أكبر دور النشر باللغة الإنجليزية، التي كانت تعرف سابقا باسم «الستة الكبار»، التي تعرف الآن باسم «بنجوين راندوم هاوس».

## الأصول

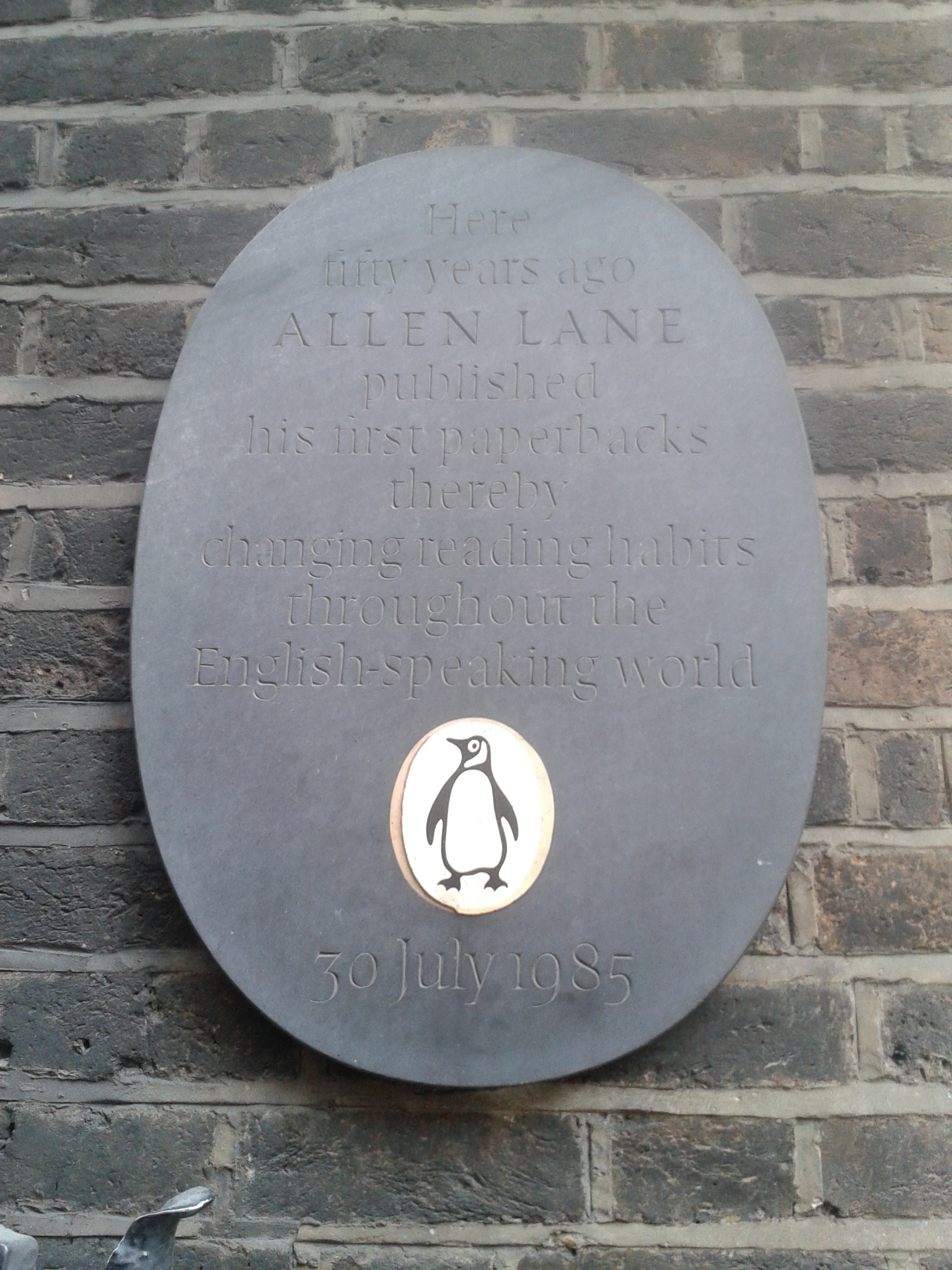
اللوحة بمناسبة الذكرى الخمسين لتأسيس دار بنجوين للنشر من قبل ألين لين في 8 شارع فيجو.

أول غلاف عادي لبنجوين نشر في عام 1935،  ولكن في البداية فقط كان بصمة أو طبعة لمكتبة بودلي  (من شارع فيغو) مع الكتب التي وزعت في الأصل من سرداب كنيسة الثالوث الأقدس ماريليبوني. ونشرت الطبعات ذات الغلاف العادي فقط لأول مرة بسلسلة «ملك بنجوين» في 1939, وحرفيا  مجموعة تاريخ الفن للبجعة  تم الاضطلاع بها: وتلك كانت غير مناسبة لطبعات الغلاف الورقي بسبب طول ووفرة الرسوم التوضيحية على الورق حتى تم اختيار تغليف القماش بدلا من ذلك.كتب بنجوين كان لديها مكتبها المسجل في مدينة وستمنستر، لندن، إنجلترا.
الروايات المتناقلة، تروى كيف كانت تجربه لين مع رداءة الكتب المعروضة للقراءة في محطات القطار اكستر التي ألهمته لخلق الكتب الرخيصة، وفي الوقت ذاته عالية الجودة ومصممة جيدا لكتلة جيدة في السوق. إلا أن السؤال كان عن كيفية وصول الناشرين إلى جمهور أكبر كان ذلك موضوع مؤتمر في قاعة ريبون، أكسفورد في عام 1934 الذي كان لين أحد الحضور. على الرغم من أن نشر الأدب الراقى في كتب ذات غلاف ورقي قد إرتبط أساسا مع سوء نوعية الأدب الخيالى ذلك الوقت في إصدارات بنجوين التجارية المملوكة شيء إلى قصيرة الأجل طبعة قطرس من الطبعات البريطانية والأمريكية التي تم تداولها لفترة وجيزة في عام 1932. في البداية لم يظهر الغلاف الورقي غير المكلف قابلا للتطبيق لدى رئيس بدلي (ناشر) , حبث أن السعر المنخفض عمدا من 6d.جعلت الربحية تبدو غير كافية وهذا ساعد ألين لين على شراء حقوق النشر لبعض الأعمال بكلفة أقل مما هو خلاف ذلك حبث أن الناشرين الآخرين كانوا مقتنعين من خلال التوقعات على المدى القصير للشركة، في مواجهة المقاومة التي تبدبها تجارة الكتب التقليدية كان شراء 63,000 كتابا من مجموعة ولوورث التي دفعت لهذا المشروع فورا، وأكدت جدارته وسمح لين بإنشاء بنجوبن كشركة منفصلة في عام 1936 وتم إطلاق الشركة بحلول مارس عام 1936، بعد عشرة أشهر في 30 يوليو 1935, وقد تم طبع مليون كتابا لبنجوين. جلب هذا التوهج والتدفق المفاجئ في وقت مبكر نجاحا وتوسعا وتم تعيين يونيس فروست، أولا كسكرتيرة ثم كمحررة وفي نهاية المطاف كمدبرة، وذلك كان من المقرر أن يكون له تأثير محوري في تشكيل الشركة. كان فروست الذي عهد إليه في عام 1945 مع إعادة بناء مؤسسة بنجوين بعد رحيل مديرها الأول إيان بالانتين. أدرجت بنجوين كمؤسسة في عام 1939 من أجل التوافق مع قانون حقوق التأليف والنشر الأميريكى، وكانت قد أحرزت بعض النجاح في ظل نائب رئيسها كورت أخنوخ مع عناوين مثل أية طائرة تلك و كتيب جديد للجندي على الرغم من كون مؤسسة بنجوين تعد من أواخر الوافدين إلى سوق الغلاف العادي الراسخ.
منذ البداية، كان التصميم الأساسي لنجاح العلامة التجارية لبنجوين. التي كانت تتجنب البهرجة، اختارت بنجوين كمظهر بسيط من ثلاثة نطاقات أفقية، وعلوية وسفلية منها مرمزة وفقا لسلسلة العنوان ويشار إليها أحيانا باسم الشبكة الأفقية. في لوحة بيضاء مركزية، تم طبع المؤلف وعنوان في جيل بلا وفي الشريط العلوي كان إطار مزخرف مع العلامة الأسطورية «كتب بنغوين». تم إنشاء التصميم الأولي بواسطة الفتى البالغ من العمر 21 عاما إدوارد يونغ، الذي صمم أيضا النسخة الأولى من شعار بنجوين أما سلاسل مثل طبعات بنجوين الخاصة وبنجوين شكسبير كانت تصاميما فردية (من قبل 1937 فقط S1 و B1-B18 قد نشرت).
وشملت الألوان: البرتقالي والأبيض للروايات، الأخضر والأبيض لقصص الجريمة، الزهري والأبيض للسفر والمغامرات، والأزرق الداكن والأبيض للسير، الأصفر والأبيض للمنوعات والأحمر والأبيض للدراما. والأرجواني والأبيض المقالات والادب المحض والرمادي والأبيض للشؤون الدولية. لين قاوم بنشاط إدخال الأغلفة المصورة لعدة سنوات. وقد تتكرر بعض الطبعات الحديثة من سلاسل الأدب من تقاليد ذلك الوقت.
From 1937 and on, the headquarters of Penguin Books was at Harmondsworth west of London and so it remained until the 1990s when a merge with Viking involved the head office moving to London.